# Diverticulitis
Van diverticulitis is sprake als een divertikel ontstoken raakt. Doorgaans betreft het pseudo-divertikels in het sigmoïd. Bij pseudo-divertikels bestaat de wand uit mucosa en serosa. Bij ware divertikels (bijvoorbeeld divertikel van Meckel) bevat de wand tevens de spierlaag van de dikke darm.
Divertikels in de dikke darm zijn in inwoners van het Westen meestal gelokaliseerd aan de linkerzijde en dan met name aan het sigmoïd. Een voedingspatroon met te weinig vezels wordt vaak als een van de oorzaken genoemd voor het ontstaan van divertikels. In inwoners van Oost-Azië komen divertikels minder voor en zijn dan juist vaker rechtszijdig gelokaliseerd. Divertikels op zich geven meestal geen symptomen. Wanneer ze gaan ontsteken kunnen ze echter klachten geven: diverticulitis.
Symptomen zijn aanvankelijk pijn, koorts en drukpijn (meestal linksonderin de buik). Diagnose van diverticulitis is betrekkelijk eenvoudig als eerder al diverticulose was vastgesteld. In andere gevallen is de kans op een verwarring met appendicitis groot als de pijn niet linksonder maar rechtsonder zit.
Ongecompliceerde vormen van diverticulitis zijn doorgaans (thuis) te behandelen met een vloeibaar dieet en rust. Antibiotica helpen niet om sneller te herstellen.
Bij diverticulitis kunnen ook complicaties optreden: perforaties van de darmwand, leidend tot abcesvorming of peritonitis, fistelvorming en stenosen. Bij deze gecompliceerde vormen van diverticulitis zal veelal een operatie nodig zijn.